# Roquettea
Genre
Synonymes
- Tetracyphus Sørensen, 1932 nec Chevrolat, 1881

Roquettea est un genre d'opilions laniatores de la famille des Cosmetidae.

## Distribution
Les espèces de ce genre sont endémiques du Brésil.

## Liste des espèces
Selon World Catalogue of Opiliones (08/08/2021) :
- Roquettea bubalina Medrano & Kury, 2018
- Roquettea carajas Ferreira & Kury, 2012
- Roquettea decioi Kury, 2013
- Roquettea jalapensis Kury & Ferreira, 2010
- Roquettea peba Ferreira & Kury, 2012
- Roquettea scrotalis Kury & Ferreira, 2010
- Roquettea singularis Mello-Leitão, 1931
- Roquettea taurina Kury & Ferreira, 2010
- Roquettea troguloides Medrano & Kury, 2018

## Étymologie
Ce genre est nommé en l'honneur d'Edgar Roquette-Pinto.

## Publication originale
- Mello-Leitão, 1931 : « Quatro novos Opiliões. » Boletim do Museu Nacional, vol. 7, no 2, p. 115–118.